# نیتروژناز
نیتروژناز نوعی آنزیم هستند (عدد گروه آنزیم 1.18.6.1 عدد گروه آنزیم 1.19.6.1) که توسط باکتریهای خاصی مانند سیانوباکتریها (باکتریهای آبی-سبز) تولید می‌شود. این آنزیمها مسئول کاهش نیتروژن (N 2) به آمونیاک (NH 3) هستند. نیتروژنازها تنها خانواده آنزیمهایی شناخته شده هستند که برای کاتالیز کردن این واکنشند که یک مرحله کلیدی در روند رفع تثبیت نیتروژن است. تثبیت نیتروژن برای همه اشکال زندگی مورد نیاز است، از این طریق نیتروژن برای بیوسنتز مولکولها (نوکلئوتیدها، اسیدهای آمینه) که باعث ایجاد گیاهان، حیوانات و موجودات زنده می‌شوند ضروری است. آنها توسط ژنهای Nif یا هومولوگ رمزگذاری می‌شوند. آنها به پروتوکلروفیلید ردوکتاز مربوط می‌شوند.

## طبقه‌بندی و ساختار
اگرچه تشکیل تعادل آمونیاک از هیدروژن مولکولی و نیتروژن دارای آنتالپی منفی کلی واکنش است ({\displaystyle \Delta H^{0}=-45.2\ \mathrm {kJ} \,\mathrm {mol^{-1}} \;\mathrm {NH_{3}} })، انرژی فعال سازی بسیار زیاد است ({\displaystyle E_{\mathrm {A} }=230-420\ \mathrm {kJ} \,\mathrm {mol^{-1}} })
نیتروژناز به عنوان یک کاتالیزور عمل می‌کند، سد انرژی را کاهش می‌دهد به گونه ای که واکنش در دمای محیط می‌تواند رخ دهد.

ساختار کوفاکتور FeMo که محل اتصال به نیتروژناز (اسیدهای آمینه cys و او) را نشان می‌دهد.